# Hakan Balta
Hakan Kadir Balta (Nyugat-Berlin, 1983. március 23. –) török labdarúgó, a Galatasaray játékosa. A balhátvéd 184 cm magas és 80 kg súlyú.

## Sikerei, díjai
Galatasaray
- Süper Lig (4): 2007-08, 2011-12, 2012-13, 2014-15
- Turkish Cup (3): 2014, 2015, 2016
- Turkish Super Cup: 2008, 2012, 2013, 2015

## Külső hivatkozások
- Adatlap: galatasaray.org
- Adatlap: TFF.org